# ムンビン
ムンビン（韓: 문빈、漢: 文彬、英: Moon Bin、1998年1月26日 - 2023年4月19日）は、韓国の歌手、俳優。男性アイドルグループ・ASTROのメンバー。韓国・忠清北道清州市出身。身長182cm。血液型はB型。愛称はモンニャンイ。Fantagio所属。妹はBilllieのムンスア。

## 略歴

### デビュー前
1998年1月26日、大韓民国忠清北道清州市に生まれる。妹はミスティックストーリーよりデビューした初のガールズグループ・Billlieに所属しているムンスア。
母親の影響で2004年に子役モデルとしてデビューする。
2006年には、東方神起のミュージックビデオ「Balloons」に幼少期のユンホ役で出演した。
2009年には、韓国ドラマ『花より男子-Boys Over Flowers』でキム・ボム演じるソ・イジョン（西門総二郎）の青年期役で出演した。
同年よりFantagioに練習生として入所する。後に、同社のボーイズグループプロジェクト「iTeen」に参加し、「Fantagio iTeenフォトテストカット」で2番目に紹介された練習生となった。
ASTROとしてのデビュー前にグループのウェブドラマ「ASTROのTO BE CONTINUED」に出演した。

### ASTROとして
2016年2月23日、6人組男性アイドルグループASTROとしてデビューした。
2019年11月12日、体調不良により、一時的に活動を休止することを発表した。
2020年2月14日に配信されたV LIVEに他メンバーと共に出演し、活動を再開した。
3月4日、同グループのユン・サナ、VERIVERYのカンミンと共に、韓国の音楽番組「SHOW CHAMPION」の新たな司会者になることが発表された。
3月12日、ウェブドラマ『人魚王子』で主演を務めることが発表された。
9月、韓国のファッションブランドNERDYのセカンドラインNERDY CAFEとのコラボレーションしたポップアップショップ「Now me.by NYLONJAPAN」ビジュアルモデルに起用された。
9月14日、同グループのユン・サナと共にミニアルバム『IN-OUT』をリリースし、ユニット「MOONBIN & SANHA」としてデビューした。
22日には韓国の音楽番組『THE SHOW』で1位を獲得した。
2023年4月19日、ソウル市内の自宅で倒れているところをマネージャーに発見され、その後、死亡が確認された。25歳没。

## 人物
愛称のモンニャンイは、モンモンイ（韓国語で可愛い犬）と、コヤンイ(韓国語で猫)を合わせた言葉。
真顔の時は猫に似た目元でクールな印象があるも、笑うと犬のように人懐こく可愛い表情になることから呼ばれるようになった。
その愛称から、「いつもはにゃんこ、笑うとわんちゃん。わんにゃん顔のムンビンです。」が自己紹介フレーズに。

## 作品
- 言語領域（2018年12月13日、Interpark INT）同事務所所属グループHello Venus、Weki Mekiとの合同スペシャルアルバム『FM201.8-12Hz All I Want』に収録。Weki Mekiのチ・スヨンと共に楽曲に参加している[17]。

## 出演

### テレビドラマ
- 花より男子-Boys Over Flowers（2009年1月5日 - 3月31日、KBS第2テレビジョン）ソ・イジョン（青年期） 役[4]
- 十八の瞬間（2019年7月22日 - 9月10日、JTBC）チョン・オジェ 役[18][19]

### インターネットテレビ

#### ドラマ
- ASTROのTO BE CONTINUED（2015年8月20日 - 9月3日、MBC Every1）本人 役[20][21]
- 僕たちの復讐ノート（2017年10月27日 - 2018年1月5日、oksusu）本人 役[22]
- 感性食堂～SOUL PLATE～（2019年10月25日 - 不明、Naver tvcast）エンジェル・ミュリエル 役[23][24]
- 人魚王子（2020年4月24日 - 5月29日、ライフタイム）主演・ウヒョク 役[25]
- 人魚王子: ザ・ビギニング（2020年11月 - （予定）、ライフタイム）主演・ウヒョク 役[26]

### ミュージックビデオ
- 東方神起「Balloons」（2006年9月29日、SMエンタテインメント）ユンホ（幼少期） 役[3]

### バラエティー
- 逃走中（2022年12月31日、フジテレビ）

### モデル
- Now me.by NYLONJAPAN（2020年）[13]

### 音楽番組
- SHOW CHAMPION（2020年3月4日 -2022年10月26日 、MBC MUSIC）MC